# Josiah Henson
Josiah (Joe) Henson (* 24. Februar 1922 in Bristow, Oklahoma; † 4. April 2012 in Tulsa, Oklahoma) war ein US-amerikanischer Ringer. Er gewann bei den Olympischen Spielen 1952 in Helsinki eine Bronzemedaille im freien Stil im Federgewicht.

## Leben
Josiah (Joe) Henson wurde in Bristow (Oklahoma) geboren und besuchte dort die High-School. 1941 trat er in die US-Navy ein und besuchte die US-Naval-Academy, die er 1944 mit einem Offiziers-Patent abschloss. Vor der Zeit an der Naval-Academy war er unter anderem auf dem Kriegsschiff California der 7. US-Flotte stationiert und war auf dem Schiff, als dieses 1941 in Pearl Harbor von den Japanern versenkt wurde. Er konnte aber gerettet werden. Im Zweiten Weltkrieg machte er auch noch die berühmte Schlacht im Leyte-Golf mit.
Nach dem Ende des Zweiten Weltkrieges ließ er sich zum Marineflieger ausbilden. Während seiner Zeit bei der Marine war er an vielen Orten stationiert, u. a. in Panama und Guantanamo Bay. Er war auch lange Jahre Lehrer an der US-Naval-Academy in Fort Worth und in Atlanta.
Joe Henson verließ die US-Navy 1969 als Oberst. Er machte sich als Sportartikelhändler selbständig und vertrat auch eine bekannte deutsche Sportartikelfirma in den Vereinigten Staaten.

## Karriere als Ringer
Joe Henson begann während seiner High-School-Zeit mit dem Ringen. Er rang, wie damals an diesen Schulen üblich, nur im freien Stil. Nach seinem Eintritt in die US-Navy wurde er Mitglied des Ringerteams dieser Waffengattung und fungierte zeitweise auch als Cheftrainer der Auswahlmannschaft der Navy. Als Ringer wurde er zweimal Marinemeister der US-Navy. Im Jahre 1952 wurde er dann USA-Meister (AAU-Champion) im Federgewicht und gewann auch die Ausscheidung (Trials) für die Olympischen Spiele in Helsinki. In Helsinki verlor er gleich seinen ersten Kampf gegen Antonio Randi aus Italien, siegte dann gegen John Elliott, Australien, Geza Hoffmann, Ungarn, Ibragim Dadaschew, Sowjetunion und K. Mangave, Indien. Danach verlor er gegen Bayram Şit aus der Türkei und Nasser Givechi aus dem Iran. Mit diesen Ergebnissen gewann er eine olympische Bronzemedaille.
Diese Teilnahme am Ringerturnier bei den Olympischen Spielen 1952 war der einzige Start von Joe Henson bei einer internationalen Meisterschaft.

## Karriere im Sport nach der aktiven Zeit
Joe Henson wurde nach seiner aktiven Zeit einer der weltbesten Kampfrichter. Er war bei vielen internationalen Meisterschaften (Olympische Spiele, Weltmeisterschaften, Pan Amerikanische Spiele) als Kampfrichter im Einsatz. Außerdem wurde er ein bekannter Sportfunktionär. Zeitweise war er „Acting-President“ des Welt-Taekwondo-Verbandes (WTF). Außerdem war er Präsident der AAU (Amateur-Athleten-Union), des ältesten Amateur-Sportverbandes der Welt.

## Internationale Erfolge
| Jahr | Platz  | Wettbewerb     | Gewichtsklasse | Ergebnisse |
| 1952 | Bronze | OS in Helsinki | Feder          | nach einer Niederlage gegen Antonio Randi, Italien, Siegen über John Elliott, Australien, Geza Hoffmann, Ungarn, Ibragim Dadaschew, UdSSR und K. Mangave, Indien und Niederlagen gegen Bayram Şit, Türkei und Nasser Givechi, Iran |

## Nationale Erfolge
| Jahr | Platz | Wettbewerb        | Gewichtsklasse |
| 1952 | 1.    | AAU-Championship  | Feder          |
| 1952 | 1.    | US-Olympia-Trials | Feder          |

## Erläuterungen
- alle Wettbewerbe im freien Stil
- OS = Olympische Spiele
- Federgewicht, damals bis 62 kg Körpergewicht